# Sexualidade indígena
A sexualidade dos povos indígenas do Novo Mundo, é algo que sempre despertou curiosidade como um dos aspectos inerentes a qualquer sociedade. A análise da sexualidade dos povos ameríndios sempre foi alvo de debate pelos acadêmicos como antropólogos e sociólogos, etc. Desde a chegada dos europeus no Novo Mundo, os hábitos das sociedades indígenas sucitaram as mais diversas reações desde espanto a admiração, quando se trata da sexualidade muitos dos aspectos da sexualidade indígena foram bastante recriminados e visto como impuros ou pecaminosos pela visão da época. 
Cada povo que habitou o território americano desenvolveu sua própria cultura, seu próprio estilo de interagir em suas sociedades; então a sexualidade de cada povo pode variar. Mesmo assim, ainda é possível notar a existência de muitas similaridades, e aspectos culturais em comum entre os povos indígenas.
Ao contrario da Europa aonde a moral sexual era construída sobre os preceitos do cristianismo que norteava o que era certo e o que era errado, entre os povos do Novo Mundo a sexualidade estava entrelaçada com a religiosidade de cada povo e com as necessidades de cada um deles, por isso, hábitos que eram comum aos indígenas eram estranhos aos europeus.
Dos relatos que chegam até nós dos contatos iniciais podemos ver o choque cultural que era para os europeus se depararem com este mundo novo.
Na Carta de Pero Vaz de Caminha é possível notar alguns pontos destacados pelo escritor a cerca dos indígenas:
''A feição deles é de serem pardos, de pele avermelhada, de bons rostos e bons narizes, bem feitos. Andam nus, sem nenhuma cobertura, nem estimam cobrir qualquer coisa, nem mostrar suas vergonhas: Acerca disso tem tanta inocência, como tem em mostrar o rosto.''
''Entre eles ali andavam três ou quatro moças, bem moças e bem gentis, com cabelos muito pretos e compridos pelas espaduas, e suas vergonhas tão altas e tão cerradinhas, e tão limpas das suas cabeleiras que de a nós muito bem olharmos não tinham nenhuma vergonha''.

## Referencias
1. ↑  http://www.culturabrasil.org/zip/carta.pdf